# 레이철 노틀리
레이철 앤 노틀리(영어: Rachel Anne Notley, 1964년 4월 17일~)는 캐나다의 정치인이다. 2015년 앨버타 주의회 선거에서 신민주당을 승리로 이끌어 주총리에 취임하였다. 이 선거로 앨버타 진보보수당은 44년 장기집권을 마감하였다.